# Kapušianske Kľačany
Kapušianske Kľačany és un poble i municipi d'Eslovàquia. Es troba a la regió de Košice, a l'est del país.

## Història
La primera referència escrita de la vila data del 1315.

## Demografia
| Godina             | 1994 | 2004    | 2014    | 2024   |
| ------------------ | ---- | ------- | ------- | ------ |
| Nombre de persones | 738  | 822     | 922     | 976    |
| Diferència         |      | +11,38% | +12,16% | +5,85% |

| Godina             | 2023 | 2024   |
| ------------------ | ---- | ------ |
| Nombre de persones | 949  | 976    |
| Diferència         |      | +2,84% |